# Bruce Matthews
Bruce Rankin Matthews (Raleigh, Carolina del Norte, 8 de agosto de 1961), más conocido como Bruce Matthews, es un exjugador profesional estadounidense de fútbol americano que se desempeñó en la posición de guard y center en la National Football League (NFL). Es miembro del Salón de la Fama del Fútbol Americano Profesional.

## Carrera
Matthews jugó como profesional 19 temporadas en Tennessee Titans (1983-2001), equipo en el que se retiró.

## Reconocimiento
El 3 de febrero de 2007, fue seleccionado para ser miembro del Salón de la Fama del Fútbol Americano Profesional.